# ベネットン・ラグビー
ベネットン・ラグビー（伊: Benetton Rugby）は、イタリアのヴェネト州トレヴィーゾに本拠地を置くラグビーユニオンクラブである。スタジアムはスタディオ・コムナーレ・ディ・モニゴ。

## 概要
1932年創設。2010年（2009-10シーズン）までにスクデット（イタリア国内リーグ）を15回制している。翌2010-11シーズンからはケルティックリーグ（後のプロ12／プロ14／ユナイテッド・ラグビー・チャンピオンシップ）に所属。
イタリアを代表するラグビーチームで、これまでにアレッサンドロ・ザンニやレオナルド・ギラルディーニなど多くのイタリア代表選手を輩出している。

## 歴史

### アマチュア時代（1932-1995）
1932年、ASラグビー・トレヴィーゾ（Associazione Sportiva Rugby Treviso）として創設。
国内リーグではロヴィーゴが1950-51シーズンから4連覇するなど、1950年代にはヴェネト州のチームが台頭していた。トレヴィーゾもこの流れに乗り、1955-56シーズンに初めてスクデットを獲得した。以降も、1950年代後半-60年代にかけてフィアンメ・オーロ・パドヴァが、1970年代以降はペトラルカが覇権を握るなど、常にヴェネト州のチームを中心に展開していた。そんな中、トレヴィーゾは1977-78シーズンに2回目の優勝を遂げた。
1978年にベネトングループがメインスポンサーとなったことで、チーム名をベネットン・ラグビー・トレヴィーゾ（Benetton Rugby Treviso）に変更。1980年代後半には、ニュージーランド代表のジョン・カーワンやクレイグ・グリーンなどを獲得し、イタリアを代表するチームに成長していった。
アマチュア時代を通じて国内リーグを5回（1956, 1978, 1983, 1989, 1992）制した。

### プロ化以降（1995-現在）
1995年、ラグビーユニオンがプロ化された。以降、国内リーグに在籍した2010年（2009-10シーズン）までの間に、ベネットン・トレヴィーゾはリーグを10回（1997, 1998, 1999, 2001, 2003, 2004, 2006, 2007, 2009, 2010）制した。
プロ化に伴い創設されたハイネケンカップ／ヨーロピアンラグビーチャンピオンズカップには、第1回大会（1995-96シーズン）から、ほぼ毎年出場し続けている。
2010年（2009-10シーズン）を最後に国内リーグを脱退し、翌2010-11シーズンからは、スコットランド・ウェールズ・アイルランドのチームが所属するケルティックリーグ（現在のユナイテッド・ラグビー・チャンピオンシップ）に転籍した。
2017年、チーム名をベネットン・ラグビー（Benetton Rugby）に変更。リーグ名がプロ14となった2018年（2017-18シーズン）は、リーグ転籍以降、初めてシーズン勝利数が敗戦数を上回った。翌2018-19シーズンには初めてプレーオフに進出（初戦でアイルランドのマンスター・ラグビーに敗退）。
2021年、リーグ転籍後の初タイトルとなるプロ14・レインボーカップを獲得。

## タイトル
- 2022年8月現在[4]

### 国内タイトル
- スクデット（リーグ戦）
  - 優勝 15回（1956, 1978, 1983, 1989, 1992, 1997, 1998, 1999, 2001, 2003, 2004, 2006, 2007, 2009, 2010）
- コッパ・イタリア（カップ戦）
  - 優勝 4回（1970, 1998, 2005, 2010）
- スーペルコッパ・イタリアーナ（スーパーカップ）
  - 優勝 2回（2006, 2009）

### 国際タイトル
- プロ14・レインボーカップ
  - 優勝 1回（2021）

## スコッド
2024-25シーズンのスコッド（2024年8月現在）
| フッカー - バウティスタ・ベルナスコーニ - シウア・マイレ - マルコ・マンフレディ プロップ - シモーネ・フェッラーリ - トーマス・ガジョ - リッカルド・ゲノヴェセ - イヴァン・ネメル - ティツィアーノ・パスクアーリ - ミルコ・スパグノーロ - ナウエル・テタス・チャパロ - ジョズエ・ズィロッキー ロック - ニッコロ・カンノーネ - エドアルド・イアチッジ - ギディオン ・コイージェレンバーグ - フェデリコ・ルッツァ - スコット・スクラフトン - エリー・スナイマン | フランカー/No.8 - ロレンツォ・カンノーネ - トア・ハラフィヒ - リッカルド・ファヴレット - アレサンドロ・イゼコール - ミケーレ・ラマロ - セバスティアン・ネグリ - マヌエル・ズリアーニ スクラムハーフ - ラウタロ・バサン・ベレス - ニコロ・カジーリオ - アレッサンドロ・ガルビシ - アンディ・ウレン フライハーフ - トマス・アルボルノス - レオナルド・マリン - ジャコブ・ウマガ | センター - フアン・イグナシオ・ブレックス - フィリッポ・ドラゴ - マラカイ・フェキトア - トンマーゾ・メノンチェッロ - マルコ・ザノン ウイング - ロイス・ライナウ - パオロ・オドグウ - イグナシオ・メンディー - オニシ・ラタヴ フルバック - マット・ギャラガー - ライノー・スミス |
| | | |
| は共同キャプテン。 | | |

## 歴代所属選手
- ジョン・カーワン(John Kirwan)…ニュージーランド代表63キャップ、1987年W杯トライ王。
- マウロ・ベルガマスコ(Mauro Bergamasco)…イタリア代表106キャップ、1999～2015年W杯5大会連続出場。
- セルジオ・パリセ(Sergio Parisse)…イタリア代表142キャップ、現在はRCトゥーロンに所属。
- クリスチャン・ロアマヌ(Christian LOAMANU)…日本代表16キャップ、2007年W杯出場。
- フィロ・パウロ (Filo Paulo) …サモア代表37キャップ。現在はカーディフ・ブルーズに所属。
- マーティー・バンクス(Marty Banks)…現在はNTTドコモレッドハリケーンズに所属。
- ミケーレ・カンパニャーロ(Michele Campagnaro)…イタリア代表46キャップ、現在はハーレクインズに所属。
- ルカ・ビギ(Luca Bigi)…イタリア代表27キャップ、現在はゼブレ・パルマに所属。
- ディーン・ブード(Dean Budd)…イタリア代表29キャップ、2019年W杯出場。
- ナシ・マヌ(Nasi Manu)…トンガ代表6キャップ、現在はオタゴに所属。
- レオナルド・ギラルディーニ(Leonardo Ghiraldini)…イタリア代表104キャップ、現在はユニオン・ボルドー・ベグルに所属。
- アレッサンドロ・ザンニ(Alessandro Zanni)…イタリア代表119キャップ、2007～2019年W杯4大会連続出場。
- ティト・テバルディ(Tito Tebaldi)…イタリア代表36キャップ、現在はペトラルカ・パドヴァに所属。
- イアン・マッキンリー(Ian McKinley)…イタリア代表9キャップ。
- ニコラ・クアーリオ(Nicola Quaglio)…イタリア代表14キャップ、現在はラグビー・ロヴィーゴ・デルタに所属。
- マルコ・リッチョーニ(Marco Riccioni)…イタリア代表10キャップ、現在はサラセンズに所属。
- トンマーゾ・アラン(Tommaso Allani)…イタリア代表60キャップ、現在はハーレクインズに所属。
- マルコ・フゼル(Marco Fuser)…イタリア代表36キャップ、現在はニューカッスル・ファルコンズに所属。
- パオロ・ガルビシ(Paolo Garbisi)…イタリア代表7キャップ、現在はモンペリエ・エロー・ラグビーに所属。
- アンドリース・クッツェー(Andries Coetzee)…南アフリカ代表13キャップ、現在はライオンズに所属。
- ジェイデン・ヘイワード(Jayden Hayward)…イタリア代表27キャップ。
- コーラム・ブラレィ(Callum Braley)…イタリア代表15キャップ、現在はノーサンプトン・セインツに所属。
- ルカ・モリシ(Luca Morisi)…イタリア代表34キャップ、現在はロンドン・アイリッシュに所属。
- トンマーゾ・ベンヴェヌーティ(Tommaso Benvenuti)…イタリア代表62キャップ、2011～2019年W杯3大会連続出場。
- ジョヴァンニ・ペティネッリ(Giovanni Pettinelli)…イタリア代表15キャップ、現在はモリアーノ・ラグビーに所属。
- マッティア・ベッリーニ(Mattia Bellini)…イタリア代表31キャップ、現在はペトラルカ・ラグビーに所属。
- ジャコモ・ニコテーラ(Giacomo Nicotera)…イタリア代表18キャップ、現在はスタッド・フランセ・パリに所属。
- ブラーム・スタイン(Braam Steyn)…イタリア代表50キャップ、2019年W杯出場。
- サム・イダルゴ＝クライン(Sam Hidalgo-Clyne)…スコットランド代表14キャップ、2015年W杯出場。
- ジャコモ・ダ・レ(Giacomo Da Re)…イタリア代表2キャップ、現在はゼブレ・パルマに所属。
- マッテーオ・ミノッツィ(Matteo Minozzi)…イタリア代表24キャップ、現在はペトラルカ・ラグビーに所属。
- エドアルド・パドヴァーニ(Edoardo Padovani)…イタリア代表44キャップ、現在はモリアーノ・ラグビーに所属。